# Giniite
La giniite è un minerale.